# 牟道行
牟道行（1585年—？），字秉素，四川叙州府宜賓縣人。

## 生平
生於萬曆乙酉年（1595年）六月十一日辰時。萬曆四十三年（1618年）乙卯科四川乡试举人，天啓五年（1625年）乙丑科進士，授中书舍人，崇祯三年考选，授吏部主事，历稽勋司、验封司、考功司，五年三月升考功司员外郎，调文选司员外郎，九月升稽勋司郎中。后定居高县，崇祯十七年甲申，张献忠入蜀，逃至云南。

## 家族
曾祖牟尚材，祖牟尧民，父牟应祯（1557年－1619年）。